# Watermelon Slim
Watermelon Slim, pseudonimo di Bill Homans (...), è un musicista statunitense di blues.
Suona sia la chitarra sia l'armonica a bocca.

## Biografia
Nato a Boston, ma cresciuto nella Carolina del Nord, Homans suona sin dagli anni settanta e si è esibito con parecchi musicisti blues notevoli, tra cui John Lee Hooker, Robert Cray, Champion Jack Dupree, Bonnie Raitt, "Country" Joe McDonald, e Henry Vestine dei Canned Heat. La sua musica è radicata nello stile del delta del Mississippi, con il suo modo di suonare il dobro con lo slide.
Tipico esecutore acustico, occasionalmente suona la chitarra elettrica. Recentemente, ha fatto un tour con gruppo di sostegno The Workers. Nel 2005, Homans è stato nominato per il prestigioso premio W.C. Handy Award for "Best New Artist Debut".
Lui e il gruppo inoltre sono stati nominati per sei premi Handy Awards nel 2006, in varie categorie, e per un Maple Leaf Award dalla Toronto Blues Society, sempre nel 2006, per l'album Watermelon Slim and the Workers. Oltre che musicista, Homans è laureato in giornalismo e in storia all'Università dell'Oregon e in storia all'Università dell'Oklahoma. Inoltre è membro di Mensa International. È un veterano della guerra del Vietnam.

## Discografia
- 1973 – Merry Airbrakes
- 1999 – Fried Okra Jones
- 2003 – Big Shoes to Fill
- 2004 – Up Close & Personal
- 2006 – Watermelon Slim & the Workers
- 2007 – The Wheel Man
- 2008 – No paid holidays
- 2009 – Escape from the Chicken Coop
- 2010 – Ringers
- 2011 – Okiesippi Blues (con Super Chikan)
- 2013 – Bull Goose Rooster
- 2017 – Golden Boy
- 2019 – Church Of The Blues

## DVD
- 2005 – Ripe for the Picking